# شون أوسوليفان
شون أوسوليفان (مواليد 9 مايو 1962) هو ملاكم كندي، مثّل بلاده في الألعاب الأولمبية الصيفية 1984.

## روابط خارجية
شون أوسوليفان على موقع بوكس ريك (الإنجليزية) (registration required)
- شون أوسوليفان على موقع أوليمبيديا (الإنجليزية)
- شون أوسوليفان على موقع اللجنة الأولمبية الكندية (الإنجليزية)
- شون أوسوليفان على موقع اتحاد ألعاب الكومنولث (مؤرشف) (الإنجليزية)
- شون أوسوليفان على موقع قاعة أونتاريو للمشاهير الرياضية (مؤرشف) (الإنجليزية)